# Erdre-en-Anjou
Erdre-en-Anjou es una comuna nueva francesa situada en el departamento de Maine y Loira, de la región de Países del Loira.

## Historia
Fue creada el 28 de diciembre de 2015, en aplicación de una resolución del prefecto de Maine y Loira de 21 de diciembre de 2015 con la unión de las comunas de Brain-sur-Longuenée, Gené, La Pouëze y Vern-d'Anjou, pasando a estar el ayuntamiento en la antigua comuna de Vern-d'Anjou.

## Demografía
| Gráfica de evolución demográfica de Erdre-en-Anjou entre 1800 y 2013 |
|                                                                      |

Los datos entre 1800 y 2013 son el resultado de sumar los parciales de las cuatro comunas que forman la nueva comuna de Erdre-en-Anjou, cuyos datos se han cogido de 1800 a 1999, para las comunas de Brain-sur-Longuenée, Gené, La Pouëze y Vern-d'Anjou de la página francesa EHESS/Cassini. Los demás datos se han cogido de la página del INSEE.

## Composición
| Comuna delegada     | Código INSEE | Población (2013) | Superficie (km²) | Densidad (hab./km²) |
| ------------------- | ------------ | ---------------- | ---------------- | ------------------- |
| Brain-sur-Longuenée | 49043        | 963              | 22.43            | 43                  |
| Gené                | 49148        | 455              | 9.25             | 49                  |
| La Pouëze           | 49249        | 1913             | 22.15            | 86                  |
| Vern-d'Anjou        | 49367        | 2317             | 36.11            | 64                  |